# Rapid prototyping

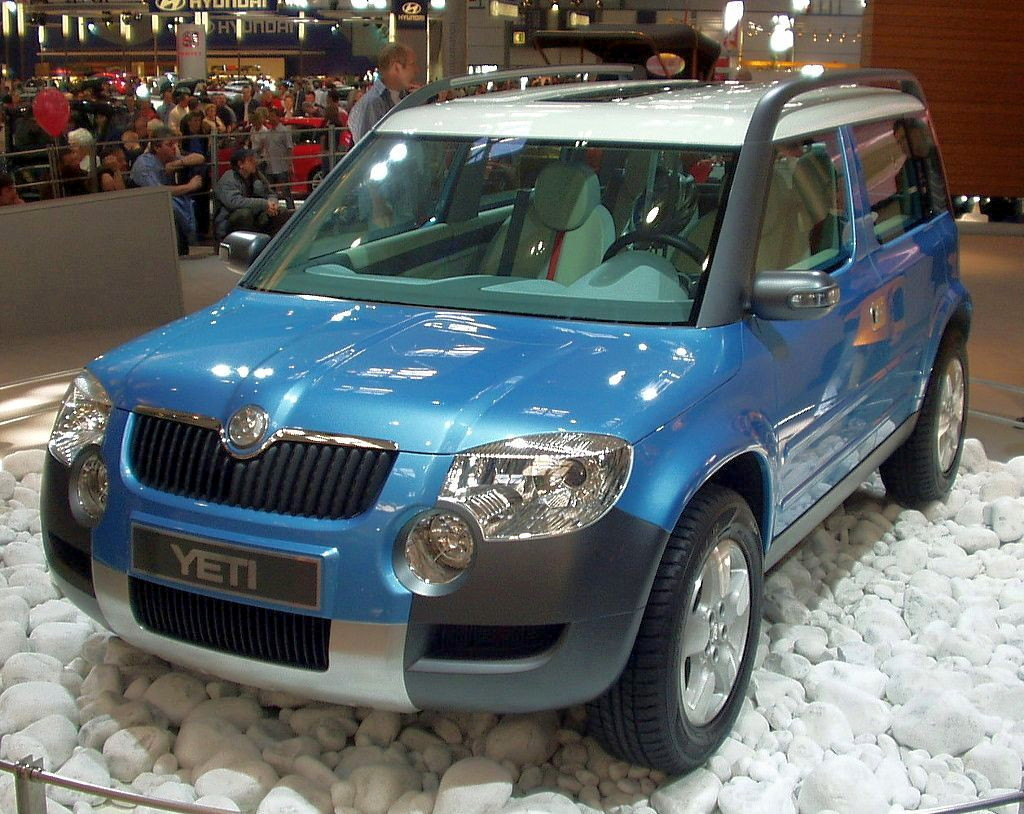
80 % komponent pro výrobu konceptu Škoda Yeti bylo vytvořeno pomocí Rapid Prototypingu

Rapid prototyping je soubor technologií výroby prototypů pomocí 3D tisku. Tyto prototypy (podle technologie) jsou většinou nevhodné k většímu zatížení a slouží většinou pouze k představě o vzhledu (designové návrhy) a zástavbě do stroje či k menšímu zatížení. Virtuální 3D model součásti je „rozřezán“ na tenké vrstvy, které se různými technologiemi vytváří z různých materiálů a vrství se na sebe. Vznikne tak finální prototyp.

## Stereolithography – SLA, SL
Technologie je založená na tekuté světlocitlivé pryskyřici, která při aktivaci laserem tuhne. Stůl se vždy o kousek ponoří do pryskyřice a laser posvítí na místa, která mají ztuhnout. Tím se na stole vytvoří jedna vrstva součástky. Takto se vrstvením vytvoří finální prototyp. Nevýhodou je toxicita pryskyřice.

## Selective Laser Sintering – SLS
Výběrové laserové spékání využívá speciálního prášku, který na stůl v komoře vyplněné dusíkem nanáší v tenké vrstvě válec. Stůl s tenkou vrstvou prášku pak v místech, která jsou potřeba „vytisknout“ osvítí silný laser a tím prášek speče. Stůl se pak o tloušťku vrstvy posune dolů a proces se opakuje do vytvoření celého prototypu. Tato technologie jediná umožňuje výrobu prototypu z kovů.

## Laminated Object Manufacturing – LOM
Tato technologie používá fólie, které vrství na sebe a v místech vrstvy součásti vyřezává laserem a spéká.

## Fused Deposition Modeling – FDM
Tato technologie využívá dvou materiálů – stavěcího a materiálu podpor. Funguje na podobném principu jako tavná pistole – materiál je z cívky odvíjen do hlavice, kde se odtavuje a je nanášen na stůl. Materiál podpor se využívá v místech, kde by při tisku musel stavěcí materiál „viset“ ve vzduchu. Po vytvoření modelu se buď odláme nebo se rozpustí ve speciální lázni.

## Multi Jet Modeling – MJM (3D tisk)
Tiskne velmi tenké vrstvy fotopolymeru.